# دونك غراي
دونك غراي (بالإنجليزية: Dunc Gray) مواليد 17 يوليو 1906 في نيوساوث ويلز، أستراليا - الوفاة 30 أغسطس 1996 في نيوساوث ويلز، أستراليا، كان دراج أسترالي في صنف سباق الدراجات على المضمار. سبق أن شارك في دورة الألعاب الأولمبية الصيفية وفاز بميدالية أولمبية.

## الميداليات
| الميدالية | المسابقة                       |
| --------- | ------------------------------ |
| ذهبية     | الألعاب الأولمبية الصيفية 1932 |
| برونزية   | الألعاب الأولمبية الصيفية 1928 |

## روابط خارجية
- دونك غراي على موقع أرشيف الدراجات (الإنجليزية)
- دونك غراي على موقع أوليمبيديا (الإنجليزية)
- دونك غراي على موقع اللجنة الأولمبية الأسترالية (الإنجليزية)
- دونك غراي على موقع اتحاد ألعاب الكومنولث (مؤرشف) (الإنجليزية)
- دونك غراي على موقع قاعة أستراليا للمشاهير الرياضية (الإنجليزية)